# 小行星3121
小行星3121（3121 Tamines）是一颗围绕太阳公转的小行星。1981年3月2日，亨利·德波鸿诺、喬瓦尼·德·桑蒂斯在拉西拉天文台发现了此天体。
該小行星以比利時的城市塔米訥命名。
这颗小行星的绝对星等为87.68066等。